# Voltammetria di ridissoluzione anodica

A: Stadio di pulizia, B: Stadio di elettrodeposizione, C: Stadio di equilibrio, D: Stadio di ridissoluzione

La voltammetria di ridissoluzione anodica (o di strippaggio o di stripping, anche abbreviata in ASV dall'inglese anodic stripping voltammetry) è una tecnica voltammetrica che permette di effettuare analisi quantitative di specie ioniche di sostanze presenti in tracce.

## Descrizione
Questa tecnica sfrutta l'arricchimento preliminare dovuto alla formazione di un amalgama tra mercurio e catione metallico ridotto. Si realizza applicando inizialmente un potenziale costante, nettamente negativo e tale da poter ridurre i cationi in esame. L'arricchimento consiste nel fatto che l'analita, passando dal volume della soluzione al volume della goccia di mercurio, viene concentrato di 10.000-100.000 volte aumentandone la rilevabilità.
Successivamente si passa alla fase analitica vera e propria, aumentando linearmente il valore del potenziale di elettrodo. In questo modo cominciano a riossidarsi, e a passare in soluzione, le specie precedentemente ridotte a iniziare da quelle con potenziale di riduzione minore. Ogni specie elettroattiva, a seguito della solubilizzazione, dà luogo al passaggio di una corrente il cui valore di picco è funzione della concentrazione mentre, il valore del potenziale di picco fornisce informazioni qualitative dell'analita.

## Prestazioni
Questa è una tecnica molto sensibile e riproducibile (RSD<5%), applicabile a circa 12-15 ioni metallici e può determinare livelli di concentrazione fino ai μg/l o 10-9-10-10 M.